# Zamach w Kermanie
Zamach w Kermanie – zamach, do którego doszło 3 stycznia 2024 roku podczas uroczystości upamiętniających generała Ghasema Solejmaniego w irańskim mieście Kerman. Został on prawdopodobnie dokonany przez zamachowców samobójców, którzy detonowali ładunki wybuchowe.

## Przebieg
Do zamachu doszło na cmentarzu w Kermanie. Na nagraniach z monitoringu widać zamachowca-samobójcę detonującego materiały wybuchowe. Drugą eksplozję prawdopodobnie spowodował inny samobójca, choć nie zostało to udowodnione. Do wybuchów miało dojść 1,5 kilometra i 2,7 kilometra od grobu Sulejmaniego. Prawdopodobnie wybrano te lokalizacje, ponieważ znajdowały się one poza strefą bezpieczeństwa obchodów.

## Ofiary
W czwartek 4 stycznia 2024 poinformowano, że liczba ofiar śmiertelnych środowego zamachu w pobliżu grobu Solejmaniego to 89 osób, a 284 zostało rannych. Wcześniej podawano, że w wybuchach zginęły 103 osoby. Liczba ta została dwukrotnie skorygowana po tym, gdy urzędnicy zdali sobie sprawę, że niektóre nazwiska na liście ofiar zostały zdublowane. W następnych dniach, w szpitalach zmarło kilka najciężej rannych osób, zwiększając liczbę ofiar do 94.

## Reakcje
Irańska telewizja państwowa i irańscy urzędnicy początkowo określili ataki jako zamachy bombowe, nie podając szczegółów. Ataki miały miejsce dzień po tym, jak jeden z liderów palestyńskiego Hamasu został zabity w wyniku izraelskiego ataku w Bejrucie.
Do odpowiedzialności za zamach przyznało się dzień później Państwo Islamskie – Prowincja Chorasan.